# Nederlands taalpurisme
Nederlands taalpurisme is het bewust uit het Nederlands weren van elementen die door de spraakmakende gemeente als ongewenst beschouwd worden. Daarbij worden neologismen gevormd ter vervanging van woorden en uitdrukkingen uit andere talen. In het verleden werden achtereenvolgens vreemde invloeden uit het Latijn, het Frans en het Duits geviseerd. Tegenwoordig geldt vooral het Engels als een bedreiging voor taalpuristen.

## Middeleeuwen
De allereerste Nederlandse leenwoorden zijn aan het Latijn en het Grieks ontleend in de periode van de kerstening. Leenwoorden als kaas, kerk, monnik, muur, straat of zolder zijn vandaag helemaal aangepast aan de klankwetten van het Nederlands en ze worden doorgaans niet meer als vreemd ervaren. De zuidelijke dialecten hebben daarbij de grootste invloed van het Latijn ondergaan.
Na het Latijn werd het Frans de belangrijkste leverancier van nieuwe woorden, al werden de oudste leenwoorden niet ontleend aan het Standaardfrans, maar aan het dialect van Picardië. Het graafschap Vlaanderen grensde immers aan het Picardische dialectgebied en bovendien regeerde het Henegouwse Huis in de eerste helft van de 14e eeuw over Holland en Zeeland. Een typerend kenmerk van die dialecten is dat velaren voor /a/ niet gepalataliseerd worden. Vandaar dat in het Nederlands woorden zijn ingeburgerd als kans, kasteel, kat of kous, terwijl het Standaardfrans in deze gevallen de vormen chance, château, chat en chausse(tte) heeft.
Het Frans was destijds overal in West-Europa de voertaal in de hogere kringen en daarom hebben veel van de oudste Franse leenwoorden in het Nederlands betrekking op de hoofse riddercultuur. Woorden als avontuur, blazoen, fornuis of gordijn zijn bijvoorbeeld allemaal ontleend aan het Frans. Vanwege de politieke afhankelijkheid van Frankrijk was vooral in het graafschap Vlaanderen de invloed van het Frans bijzonder groot. Wanneer men de taal der 15e-eeuwse rederijkers buiten beschouwing laat, is de invloed van het Frans op het middeleeuwse Nederlands wel minder belangrijk dan dikwijls wordt beweerd.

## Renaissance en barok

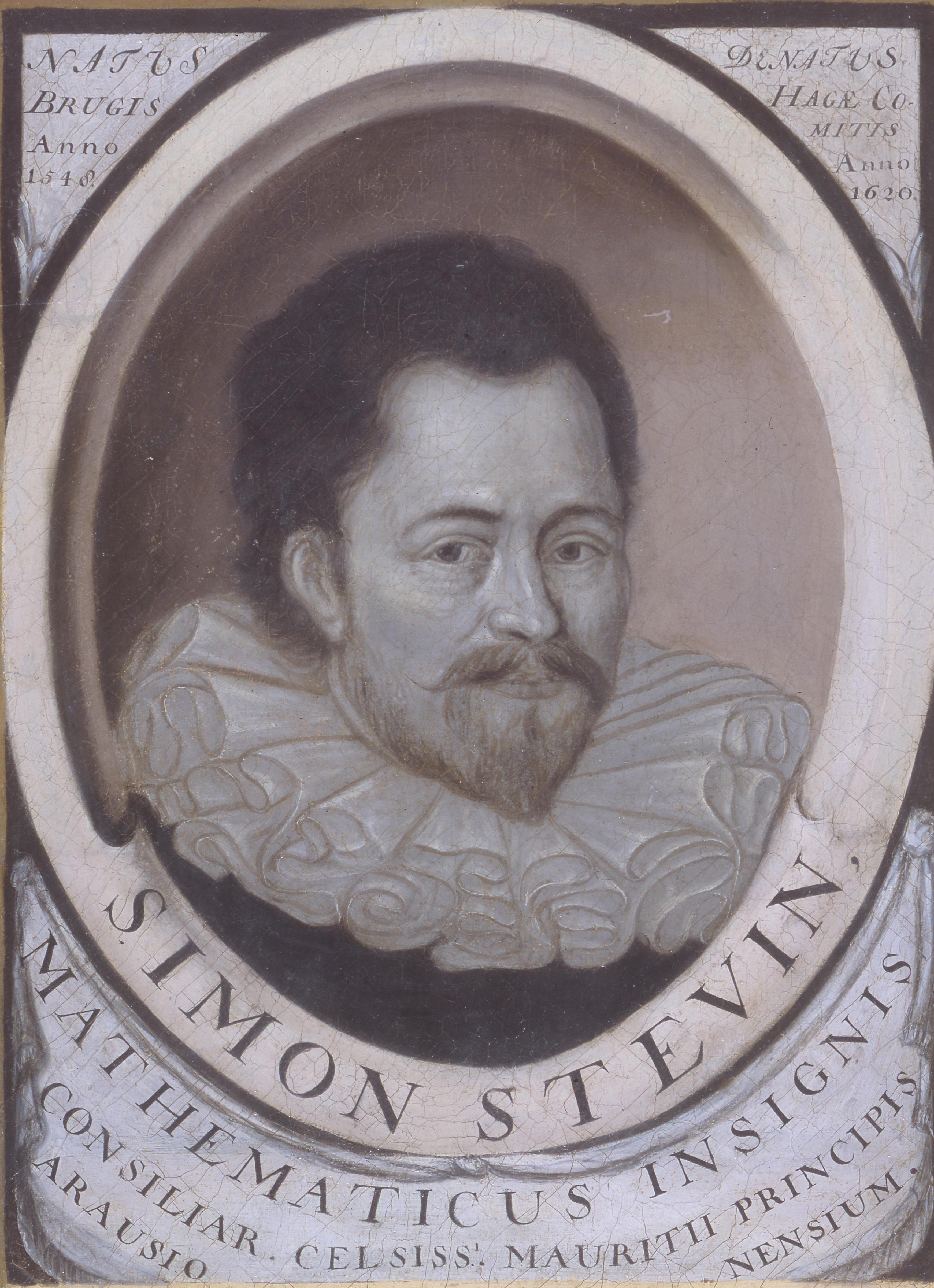
Simon Stevin

In de 16e eeuw ontstond in de Nederlanden de behoefte aan een bovengewestelijke taal. De uitvinding van de boekdrukkunst en de toename van interregionale handel gingen gepaard met de behoefte aan een meer geüniformeerde standaardtaal. Bovendien interesseerde de renaissancemens zich voor cultivering naar Latijns model van de eigen moedertaal. Aanvankelijk zag het ernaar uit dat enkel de zuidelijke gewesten de basis voor de Nederlandse standaardtaal zouden leveren; omdat in de jaren na de val van Antwerpen in 1585 vrijwel de gehele intellectuele elite van de Spaanse Nederlanden naar het noorden emigreerde, werd uiteindelijk het Hollands de hoofdrolspeler in de totstandkoming van de nieuwe schrijftaal.
Geleerden wilden in die tijd het Nederlands geschikt maken voor wetenschappelijke doeleinden en ondernamen daarom pogingen om een vernederlandste vakterminologie te creëren. Een van de bekendste Nederlandse taalbouwers uit de renaissance was de wiskundige Simon Stevin. Taalpuristische nieuwvormingen als aftrekken, driehoek, optellen en wiskunde zijn oorspronkelijk door hem bedacht.
Een andere bekende humanist die erin slaagde zijn vakgebied van een adequate Nederlandse nomenclatuur te voorzien, was de rechtsgeleerde Hugo de Groot. In zijn Latijnse traktaat Parallellon Rerumpublicarum uit 1602 maakte hij een vergelijking tussen de Griekse, Romeinse en Hollandse maatschappij en noemde er het Nederlands gelijkwaardig aan de klassieke talen. Hij is de bedenker van termen als aanwas, inboedel, onderpand en schuldeiser. Bijna de helft van de taalpurismen van De Groot worden op dit ogenblik nog gehanteerd door het rechtswezen, al heeft het vaak lang geduurd, voordat zijn rechtstermen daadwerkelijk ingang vonden.
Ook in het domein van de geneeskunde waren in die tijd veel taalzuiveraars werkzaam. Baanbrekende artsen als Rembert Dodoens en Jan Wouters hebben bijdragen geleverd tot de medische vakterminologie. Waar Dodoens de Nederlandse taal heeft verrijkt met allerlei kruidennamen, wordt Wouters dan weer vooral geprezen om zijn Nederlandse vertaling van Vesalius. Het grootste aandeel in de Nederlandse medische vakterminologie had echter Johan van Beverwijck. Woorden als alvleesklier, endeldarm, sleutelbeen en slokdarm zijn van zijn hand.
Grammatici hebben destijds ook gezocht naar taalpuristische nieuwvormingen. Het Nederlands werd in de renaissance aan de klassieke talen gespiegeld en dus mocht ook de nomenclatuur van de Nederlandse spraakkunst niet onderdoen voor het Latijn en het Grieks. Hendrik Laurensz. Spiegel was bijvoorbeeld de bedenker van woorden als klinker, medeklinker en meervoud en van Christiaen van Heule zijn onder meer de termen deelwoord, naamwoord en spraakkunst afkomstig.
Vervolgens hebben vooral de 16e- en 17e-eeuwse schrijvers hun stempel op de Nederlandse taal gedrukt. Een notoir voorvechter van het Nederlands was bijvoorbeeld Dirck Volkertsz. Coornhert. In 1561 publiceerde hij zijn Officia Ciceronis. Hij pleitte in dit werk voor het gebruik van zuiver Nederlandse woorden. Hij zette zijn theorie om in de praktijk door het bedenken van talloze taalpurismen. Zijn zelfbedachte woorden als beduitsele ‘etymologie’ of grootachtbaarheid ‘autoriteit’ hebben echter zelden de tand des tijds doorstaan.

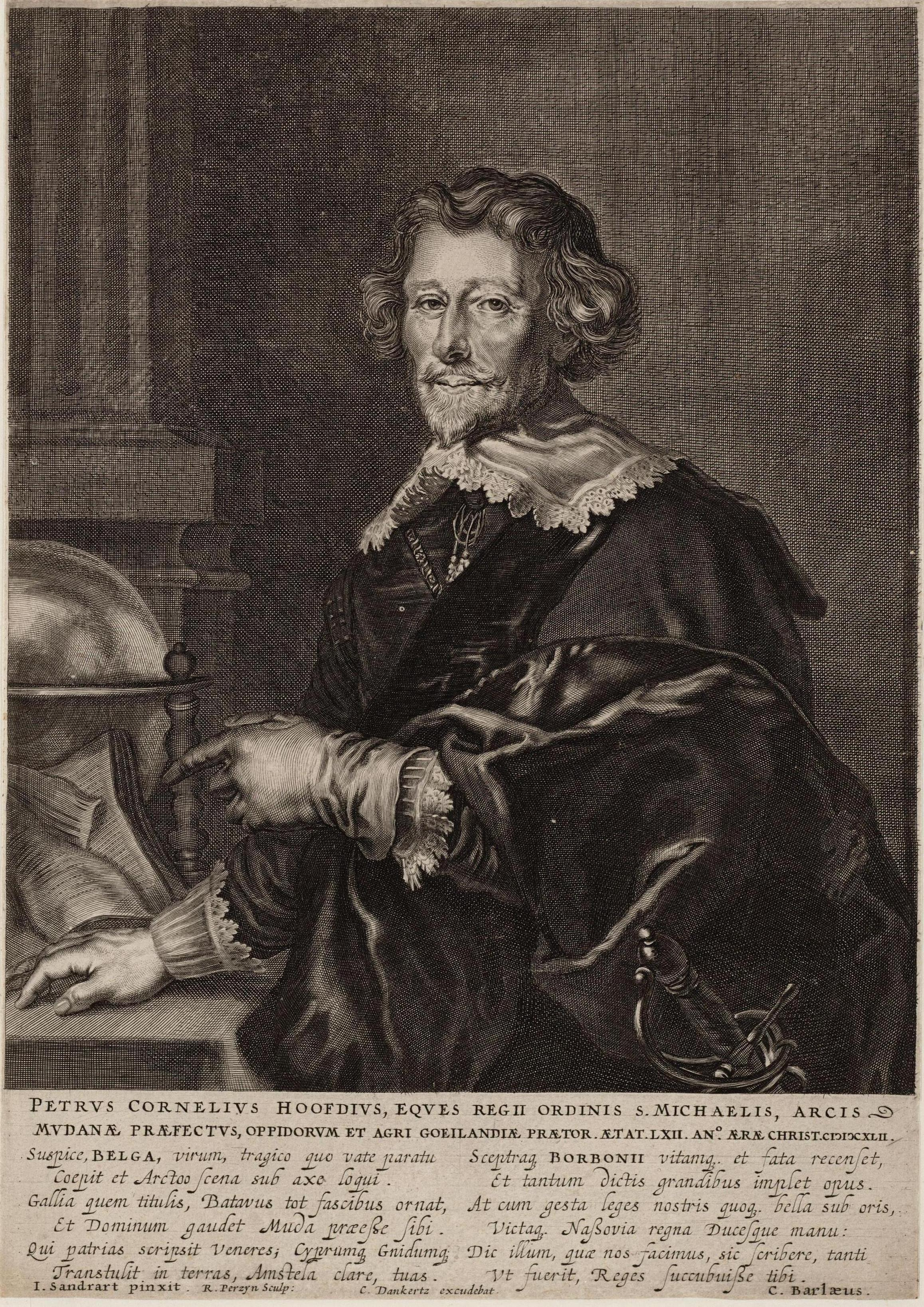
Pieter Cornelisz. Hooft

Ook de toneelschrijver Joost van den Vondel hield zich bezig met taalzuivering. In zijn vroegste toneelstukken besteedde hij nog niet zoveel aandacht aan puristisch taalgebruik, maar in later werk ging hij in zuiverder Nederlands schrijven. Zo verving hij in zijn stukken leenwoorden als accident, komedie of sacrament systematisch door toeval, blijspel en geheimmerk. Zijn toneelstukken bevatten weliswaar veel germanismen. Vormen als balt ‘spoedig’, ommekreis ‘omtrek’ of wederwil ‘tegenzin’ verraden zijn Keulse komaf. Vondel was voorts ook een groot voorvechter van de standaardisering van het Nederlands en hij was van mening dat de standaardtaal diende te worden gebaseerd op de taal der beschaafde lieden in Den Haag.
Als grootste taalzuiveraar onder de 17e-eeuwse Nederlandse auteurs gold Pieter Cornelisz. Hooft. In zijn toneelstukken verving hij bepaalde leenwoorden systematisch door Nederlandse alternatieven. Zo schreef hij steeds gezant voor ‘legaat’, ommegang voor ‘processie’ en pleitbezorger voor ‘procureur’. Daarnaast vervaardigde hij zelf ook puristische nieuwvormingen als boekerij en heelal. De meeste van zijn bedenksels zijn echter zonder bijval gebleven; woorden als bevoorhoofden ‘confronteren’, handarts ‘chirurg’, loopmare ‘krant’, stadhuishavenaar ‘conciërge’ of vernufteling ‘ingenieur’ hebben het niet gehaald in het Nederlands van vandaag.
In de 18e eeuw nam het verzet tegen leenwoorden af. Het Frans won aan populariteit en werd langzaamaan de omgangstaal van de hogere kringen. Er waren weliswaar nog regelmatig klaagzangen te horen over de teloorgang van de Nederlandse taal, maar er werd verhoudingsgewijs veel minder aan taalzuivering gedaan dan in de eeuwen daarvoor. Men besteedde toen vooral aandacht aan de codificering van de Nederlandse spraakkunst.
Bij de strijd tegen Franse leenwoorden werden overigens vaak gewoon Duitse modellen als voorbeeld genomen. Veel van de purismen  van de auteur Joachim Heinrich Campe zijn klakkeloos vertaald in het Nederlands. Zijn nieuwvormingen Beifall ‘applaus’, Flugschrift ‘pamflet’, Seewesen ‘marine’ en Selbstsucht ‘egoïsme’ zijn bijvoorbeeld als bijval, vlugschrift, zeewezen en zelfzucht overgenomen. Campe heeft zich echter ook door Nederlands taalpurisme laten beïnvloeden. Het is daarom in veel gevallen moeilijk uit te maken of het Nederlands de purismen aan het Duits heeft ontleend of andersom.

## Romantiek en 20e eeuw

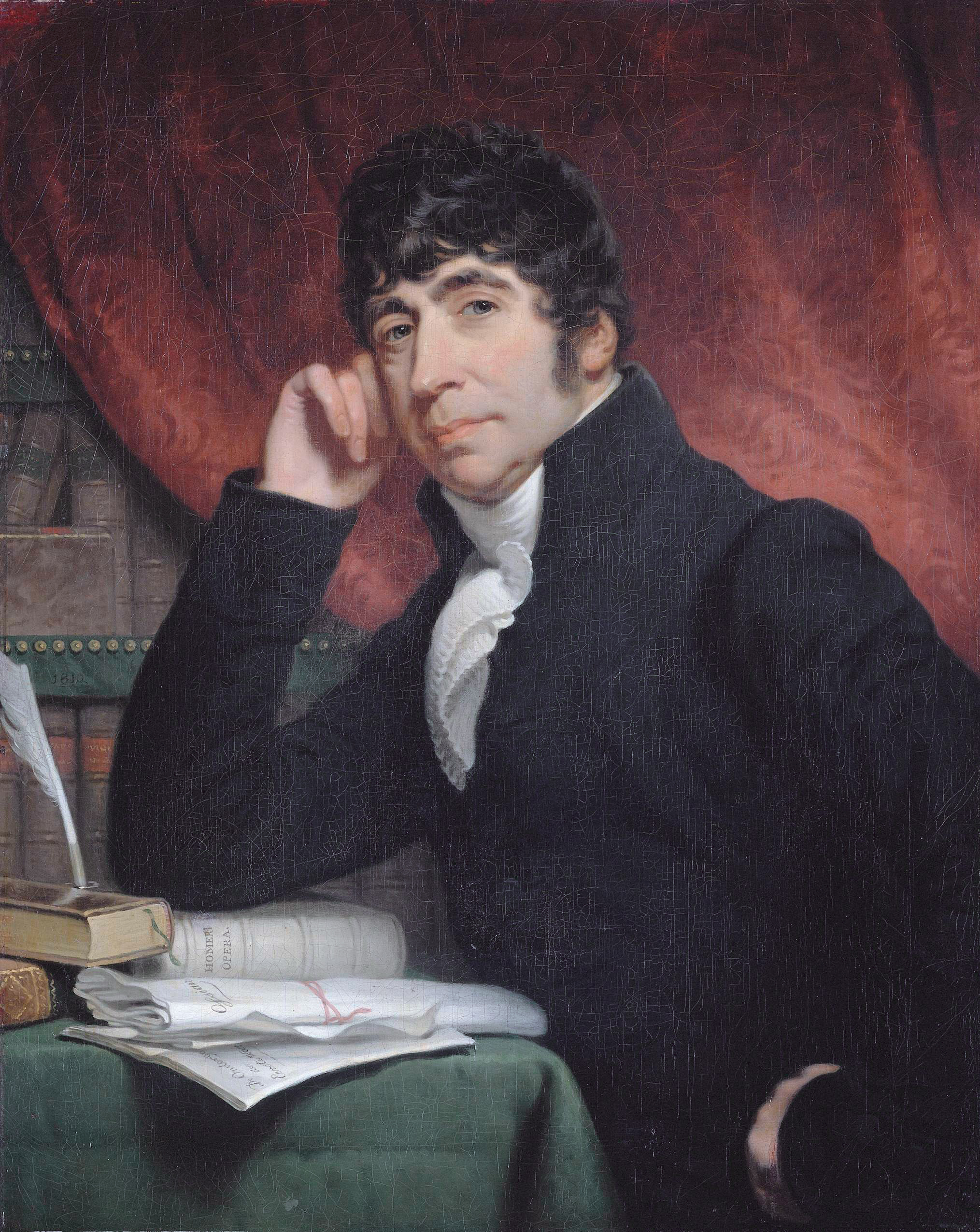
Willem Bilderdijk

Vanaf de 19e eeuw is er van stelselmatig taalpurisme in Nederland vrijwel geen sprake meer. Taalpuristen richtten hun pijlen in die tijd vooral op het Duits. Zuiver Duitse woorden werden evenwel zelden in het Nederlands ontleend; er werd vanaf die tijd vooral strijd geleverd tegen germanismen. Dat verzet tegen het Duits is al merkbaar bij Willem Bilderdijk,  maar de strijd tegen Duitse leenvertalingen ging nog door tot lang na de Tweede Wereldoorlog.
In het Belgisch-Nederlands bond men vanaf het midden van de 19e eeuw vooral de strijd aan met Franse leenwoorden. Door een jarenlange overheersing van het Frans was het Zuid-Nederlands doordrongen van Franse leenwoorden en gallicismen. Woorden als ambetant ‘vervelend’, mazout ‘stookolie’ of plezant ‘plezierig’ komen hoofdzakelijk in de spreektaal voor, terwijl letterlijk vertaalde Franse uitdrukkingen als allergisch aan of iemand aan de deur zetten vooral typerend zijn voor de geschreven taal. Met name ambtelijke teksten staan bol van zulke gallicismen, omdat die teksten in België vroeger doorgaans eerst in het Frans werden opgesteld en pas daarna naar het Nederlands werden vertaald.
Als reactie tegen de Franse overheersing werden in de eerste helft van de 20e eeuw purismen gevormd als omzendbrief ‘circulaire’, rijkswacht ‘gendarmerie’ of treinbegeleider ‘conducteur’. Ook alledaagse Franse leenwoorden werden dikwijls vervangen door taalpuristische nieuwvormingen. Onder meer bestemmeling ‘geadresseerde’, droogzwierder ‘centrifuge’ en duimspijker ‘punaise’ zijn in deze periode gevormd. De purismen hebben echter zelden ingang gevonden in de omgangstaal en zijn in het Noorden nagenoeg onbekend.
Na de Tweede Wereldoorlog begon men in Nederlandstalig België steeds meer het belang van een taalkundige eenheid met Nederland in te zien. Veel van de oude purismen werden toen weer ingeruild voor de oorspronkelijke leenwoorden. Puristische nieuwvormingen als brieftas ‘portefeuille’ of eenzelvigheidskaart ‘identiteitskaart’ zijn thans vrijwel volledig verouderd. Alleen institutionele taalpurismen zijn dikwijls moeilijk uit te roeien gebleken.